# جان ميشال جيلارد
جان ميشال جيلارد (بالفرنسية: Jean-Michel Gaillard)‏ هو مؤرخ فرنسي، ولد في 16 مايو 1946 في Pont-Saint-Esprit ‏ في فرنسا، وتوفي في 19 يوليو 2005 بسبب سرطان.

## وصلات خارجية
- جان ميشال جيلارد على موقع IMDb (الإنجليزية)
- جان ميشال جيلارد على موقع ألو سيني (الفرنسية)
- جان ميشال جيلارد على موقع كينوبويسك (الروسية)